# Хелловін: Воскресіння
«Хелловін: Воскресіння» (англ. Halloween: Resurrection) — американський фільм жахів режисера Ріка Розенталя.

## Сюжет
Якийсь шоу-бізнесмен влаштовує в будинку сумно відомого вбивці Майкла Маєрса, що вважається мертвим. Група підлітків повинна провести ніч у будинку маніяка з трансляцією всього, що відбувається в інтернет, з обладнання тільки електронна пошта. Чого боятися, якщо господар давно мертвий. Але виникає одна проблема — Маєрс повертається в рідні стіни…

## У ролях
| Актор             | Роль              |
| ----------------- | ----------------- |
| Джеймі Лі Кертіс  | Лорі Строуд       |
| Бред Лорі         | Майкл Маєрс       |
| Баста Раймс       | Фредді Гарріс     |
| Бьянка Кейлік     | Сара Мойер        |
| Шон Патрік Томас  | Руді              |
| Дейзі МакКрекін   | Донна             |
| Кеті Сакхофф      | Джен              |
| Люк Кірбі         | Джим              |
| Томас Іен Ніколас | Білл              |
| Райан Мерріман    | Майлс Бартон      |
| Тайра Бенкс       | Нора              |
| Біллі Кей         | Скотт             |
| Гас Лінч          | Гарольд           |
| Лорена Гейл       | медсестра Веллс   |
| Маріса Рудяк      | медсестра Філліпс |
| Брент Чепман      | Франклін          |
| Ден Йоффре        | Віллі             |
| Хейг Сазерленд    | Арон              |

| Актор               | Роль                |
| ------------------- | ------------------- |
| Бред Сівон          | Чарлі               |
| Келлі Нілсон        | офіцер              |
| Гері Дж. Таннікліфф | офіцер              |
| Райан МакДональд    | хлопець у светрі    |
| Черісс Бейкер       | дівчина 2           |
| Наташа Мальте       | французька покоївка |
| Кайл Лабайн         | підліток у компанії |
| Рік Розенталь       | професор            |
| Девід Льюїс         | Боб Грін            |
| Кріс Едвардс        | пожежник            |
| Майкл МакКартні     | черговий            |
| Ананда Торсон       | коронер             |
| Артін Браун         | зупиняючий офіцер   |
| Джайда Хей          | подруга             |
| Джейсон МакКіннон   | дружок              |
| Роберт Муснікі      | пожежник            |
| Тамара Таггарт      | репортер            |

## Цікаві факти
- Героїня Сара Мойер вперше з'являється у фільмі в сцені під час лекції — дівчина накручує свої волосся на пальці. Також робила і Лорі Строуд у виконанні Джеймі Лі Кертіс в оригінальному фільмі.
- Спочатку фільм називався «Хелловін: Повернення додому» і повинен був стартувати в прокаті 19 липня 2001.
- Рік Розенталь знявся в ролі професора коледжу на початку картини.
- Джеймі Лі Кертіс отримала 3 мільйони доларів за свою короткочасну участь на початку картини.
- Джеймі Лі Кертіс погодилася з'явитися в картині тільки за умови, що персонаж Лорі Строуд більше ніколи не з'явиться в продовженні франшизи.
- Вбивства, вчинені в четвертому, п'ятому та шостому фільмах, не приписуються Майклу. Медсестра навіть говорить, що про нього нічого не було чути останні 20 років.
- Сцена вбивства героїні Тайри Бенкс була вирізана з остаточної версії картини.
- Даний фільм має три альтернативні кінцівки.